# Pete Stauber

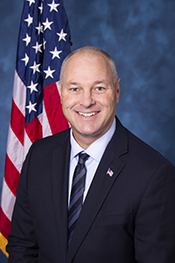
Pete Stauber (2019)

Peter Allen „Pete“ Stauber (* 10. Mai 1966 in Duluth, St. Louis County, Minnesota) ist ein US-amerikanischer Politiker der Republikanischen Partei. Seit Januar 2019 vertritt er den achten Distrikt des Bundesstaats Minnesota im US-Repräsentantenhaus.

## Leben

### Jugend, Universität und sportliche Karriere
Stauber wuchs mit fünf Brüdern in Duluth auf und besuchte die örtliche Denfeld High School. 1984 machte er seinen Schulabschluss und erhielt ein Sportstipendium, um Eishockey an der Lake Superior State University in Sault Sainte Marie, Michigan zu spielen. Die Begeisterung für diesen Sport war in der Stauber-Familie tief verankert. Neben Pete Stauber wurden noch drei seiner Brüder in den Eishockeymannschaften ihrer Universitäten aktiv. Von diesen sollte sein Bruder Robb eine langjährige Karriere als Eishockeyspieler und -trainer einschlagen, während es seinen Bruder Dan für die Saison 1988/1989 nach Schweden zum Borås HC verschlug.
In seinem zweiten Studienjahr wurde Stauber Kapitän der Eishockeymannschaft der Lake Superior State University. Mit dieser gewann er 1988 die nationale Eishockeymeisterschaft in der NCAA Division I. Für die Saison 1989/1990 wurde er von der Central Collegiate Hockey Association als Best Defensive Forward ausgezeichnet. 1990 beendete er sein Kriminologiestudium mit einem Bachelor of Science. Im selben Jahr unterzeichnete er einen Mehrjahresvertrag für die Detroit Red Wings. Hier kam er in deren Farmteams Adirondack Red Wings und Toledo Storm zum Einsatz. Mit Ende der Saison 1992/1993 beendete er seine sportliche Karriere und kehrte in seine Geburtsstadt zurück.

### Rückkehr nach Duluth und Polizeidienst
Stauber arbeitete nun in dem 1990 als Stauber Brothers gegründeten Familienunternehmen (2015 erfolgte die Umbenennung in Duluth Hockey Company), einem Einzelhändler für Eishockeyausrüstung und -bekleidung. Bald darauf wurde er als Polizist im Duluth Police Department tätig. Als solcher geriet er mehrmals in Situationen mit Schusswaffeneinsatz. So wurde er 1995 während er dienstfrei hatte von einem mehrfach Vorbestraften in den Kopf geschossen. Einige Jahre später richtete ein Verdächtiger bei seiner Festnahme aus nächster Nähe eine Waffe auf ihn und drückte ab. Stauber entging dem Tod nur, da die Waffe eine Fehlfunktion hatte. 2017 schied Stauber nach 23 Jahren aus dem aktiven Polizeidienst aus. Zu diesem Zeitpunkt bekleidete er den Rang eines Lieutenants. Des Weiteren war er in der Vergangenheit Präsident von Local 363, dem örtlichen Ableger der Law Enforcement Labor Services Union gewesen und hatte als Area Commander innerhalb des Duluth Police Department fungiert.

### Familie
Stauber ist verheiratet und lebt in Hermantown. Aus der Ehe gingen drei Söhne und eine Tochter hervor. Des Weiteren sind Stauber und seine Frau Pflegeeltern für ein Kind. Seine Frau diente im Irakkrieg und war der erste weibliche Command Chief der 148th Fighter Wing’s, einer Einheit der Air National Guard. Sein Sohn Levi schlug ebenfalls eine Karriere als Eishockeyspieler ein und spielte unter anderem für die Minnesota Wilderness in der North American Hockey League.

### Politische Karriere

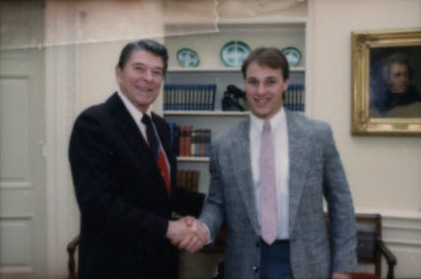
Pete Stauber (rechts) zusammen mit Ronald Reagan, anlässlich seines Besuchs im Weißen Haus.

Erstmals in Berührung mit Politik kam Stauber während seiner Studienzeit, als er als Mitglied der Eishockeymannschaft seiner Universität die nationale Eishockeymeisterschaft in der NCAA Division I gewonnen hatte und infolgedessen mit seiner Mannschaft Präsident Ronald Reagan im Weißen Haus besuchte.
Von 2001 bis 2005 sowie erneut von 2011 bis 2013 war er Mitglied im Stadtrat (city council) von Hermantown, Minnesota. 2012 wurde er in das Board of Commissioners von St. Louis County gewählt und gehörte diesem für zwei Amtszeiten von 2013 bis 2019 an.
2018 kandidierte Stauber bei der Wahl zum US-Repräsentantenhaus im achten Kongresswahlbezirk des Bundesstaates. Er erhielt 50,7 % der abgegebenen Stimmen und setzte sich damit gegen den Demokraten und früheren Abgeordneten im Repräsentantenhaus von Minnesota Joe Radinovich durch, welcher 45,2 % erhielt. Er trat sein Amt am 3. Januar 2019 an.
Bei den Wahlen 2020 konnte er seinen Sitz verteidigen mit 56,9 % gegen die Demokratin Quinn Nystrom sowie drei weitere Mitbewerber verteidigen.
Die Primary (Vorwahl) seiner Partei für die Wahlen 2022 am 9. August gewann er mit 90,9 % deutlich. Er trat am 8. November 2022 gegen Jennifer Schultz von der Demokratischen Partei an. Er konnte die Wahl mit 56,4 % der Stimmen für sich entscheiden. In der nächsten Wahl 2024 setzte sich Stauber in der Vorwahl mit 90,5 % gegen Harry Welty durch und verteidigte in der Hauptwahl seinen Sitz gegen die Demokratin Jen Schultz mit 58 % der Stimmen. Er ist dadurch im Repräsentantenhaus des 119. Kongresses vertreten.

#### Ausschüsse
Er ist aktuell Mitglied in folgenden Ausschüssen des Repräsentantenhauses:
- Committee on Natural Resources
  - Energy and Mineral Resources
  - Federal Land
- Committee on Small Business
  - Rural Development, Energy, and Supply Chains
- Committee on Transportation and Infrastructure
  - Aviation
  - Highways and Transit
  - Railroads, Pipelines, and Hazardous Materials

Außerdem ist er Mitglied in sechs Caucuses.